# Teresa Zabalza Díez
Teresa Zabalza Díez (Pamplona, 31 de diciembre de 1972) es compositora, intérprete y profesora de música.

## Biografía
Nace en Pamplona en 1972 en el seno de una familia vinculada con el periodismo (por parte de su madre, Maite Díez) y la música (por parte de su padre, Joaquín Zabalza). Realiza estudios musicales, la carrera de Piano Clásico, en el Conservatorio Pablo Sarasate (Pamplona). No obstante, conforme se acerca a los últimos años de la carrera, empieza dedicarse no solo a la interpretación clásica, sino también a la composición, especializándose en música jazz. Para ello, mientras continúa su formación clásica en Pamplona, realiza también estudios de jazz en Jazzle (escuela de jazz en San Sebastián). Al finalizar los estudios superiores en Pamplona, se traslada a Barcelona para seguir con los estudios de Música jazz, porque Barcelona suponía un referente destacado en este aspecto. Comienza allí en el Taller de Musics, donde coincide con una serie de instrumentistas que también han acudido a esta ciudad para ampliar sus estudios. Con ellos crea su grupo, Teresa Zabalza 5et.
Una vez finalizada su formación en Barcelona, en 2002 vuelve a Navarra donde es profesora en el Conservatorio Superior de Música de Navarra.

## Trayectoria
Concluye el Grado Superior en el Conservatorio Pablo Sarasate, y se marcha a Barcelona. Allí continúa sus estudios musicales, especializándose en Música Jazz, y los simultanéa con la impartición de clases de Armonía Moderna y su participación como intérprete en diversas formaciones. Entre otros, recibe clases de Joan Monné, Joan Díaz, José Reinoso, Horacio Fumero y Guillermo Klein. Ejerce como profesora de armonía moderna en el Taller de Musics. En Barcelona conoce a Alejandro MIngot, Hasier Oleaga, Iosu Izagirre y Miguel Villar (PIntxo), con quienes forma el Teresa Zabalza Quintet.
En 2002 regresa a Navarra, y desde entonces ejerce como profesora en el Departamento de Jazz del Conservatorio Superior de Música de Navarra.
Tras publicar en 2005 su CD Euria, recorre diversos festivales de jazz con su grupo para darlo a conocer (Jazzaldia, Getxo Jazz, Vitoria, Jazzfermín, BBKJazz...). Participa también en otras formaciones y componiendo obras.
En 2013 crea, junto a Jokin y Amaia Zabalza Díez, la Escuela de Jazz y Música Moderna ESCM Zabalza.

## Actuaciones
- Festa Major de Gràcia 1999 (17 de agosto de 1999), en Barcelona.
- Festival de Jazz de Ciutat Vella (octubre de 1999), en Barcelona, con el London Jazz Sextet.
- Encuentros de Jazz (julio de 2001), Plaza de Yamaguchi-Pamplona, con el Teresa Zabalza Quartet.

- Festival de Jazz de Getxo (4 de julio de 2005), en Guecho, con Teresa Zabalza Quintet y Carme Canela.[3]
- Jazzfermín (julio de 2005).[4]
- Ciclo de jazz en la Ciudadela (4 de septiembre de 2012).[2]

## Obras
- Euria. Grabado en el estudio Laietana (Jordi Vidal), en septiembre de 2004, en Barcelona, con los técnicos Jordi Vidal y Nono Ruiz, producido por Gorka Benitez.[1]
- Ángel Urrutia. Poemarios completos + CD. El poemario incluye un CD titulado De la agonía, de la vida y del amor, cuya música compusieron Teresa y Jokin Zabalza.[5]